# Иванов, Виктор Александрович (тренер)
Виктор Александрович Иванов (5 января 1931, г. Александров Владимирской области — 3 марта 2012, Москва, Российская Федерация) — советский спортсмен и тренер по лыжным гонкам, заслуженный тренер СССР.

## Биография
В 1955 г. окончил Московский транспортно-экономический институт, в 1963 г. — ГЦОЛИФК. Мастер спорта (1959).
На тренерской работе с 1959 г.. Работал в ДСО «Локомотив»,
1967—1992 гг. — в сборной команде СССР,
1992—2002 гг. — в сборной России.
Тренер сборной СССР на зимних Олимпийских играх 1968, 1972, 1976, 1980, 1984, сборной России — на Играх 1992, 1994, 1998, 2002. Подготовил олимпийских чемпионов Г. Кулакову, Р. Сметанину, А. Прокуророва и других.

## Награды и звания
- орден Дружбы (26.01.1999)[1]
- орден Ленина (15.06.1988)
- орден Дружбы народов (22.04.1994)
- орден «Знак Почёта» (03.03.1972)
- Медаль «За трудовую доблесть» (9.04.1980)[2]
- Заслуженный тренер СССР (1970)
- Олимпийский орден (2000)